# Apalus guerini
Apalus guerini – gatunek chrząszcza z rodziny oleicowatych.
Gatunek ten opisany został po raz pierwszy w 1858 roku przez Étienne’a Mulsanta pod nazwą Criolis guerini.
Chrząszcz o wydłużonym ciele długości od 8 do 15 mm. Głowa i przedplecze są czarne, stosunkowo gęsto punktowane, matowe. Sięgające środka długości ciała czułki również są czarne. Na pierwszym członie czułków, głowie, przedpleczu, spodzie ciała i odnóżach występują dość długie, białe włoski. Pokrywy są żółtobrązowe. Tylna para odnóży ma zgrubiałe, bardzo szerokie i krótkie zewnętrzne ostrogi wierzchołkowe goleni. Odwłok jest całkowicie nakryty pokrywami.
Owad palearktyczny, znany z Hiszpanii, Francji, Włoch (z Sycylią włącznie) i Maroka.